# Adiós muchachos (película de 1955)
Adiós muchachos es una película de Argentina en blanco y negro dirigida por Armando Bó según el guion de Rafael García Ibáñez sobre un tema de Julio Sanders que se estrenó el 29 de noviembre de 1955 y que tuvo como protagonistas a Juancito Díaz, Pola Alonso, Alfredo Dalton y Marcelo Ruggero. Fue filmada en calles de Buenos Aires y costas de Quilmes.
En el filme el cantor Alfredo Dalton interpreta, entre otras obras, el vals Nelly y los tangos No me pregunten por qué y Rencor.

## Sinopsis
Dos muchachos de barrio que triunfan, uno como cantor y otro como pianista.

## Reparto
Intervinieron en el filme los siguientes intérpretes:
- Juancito Díaz
- Pola Alonso
- Alfredo Dalton
- Marcelo Ruggero
- Héctor Armendáriz
- Francisco Pablo Donadío
- Virginia Romay
- Lina Bardo
- Jorge Leval
- Carlos A. Dusso
- Pepe Soriano
- Juan Carlos Prevende
- Héctor Silva
- José María Fra
- Osvaldo Tempore
- Eugenio Novile
- Arturo Huber
- Rolando Dumas
- Arturo Arcari
- Silvia Sisley
- Mateo Velich

## Comentarios
La crónica en Set Gremial decía que era "cine primitivo sin inquietudes...documenta un estado de ánimo de Buenos Aires durante la época en que se desarrolla la acción" y Manrupe y Portela encuentran "un Bo primitivo y tanguero en una película poco vista".